# Православная иконография Троицы
Православная церковь допускает только символическое изображение невидимой и непостижимой Троицы. Общепризнанной в православии русской традиции иконой Троицы служит образ Троицы Ветхозаветной («Гостеприимство Авраама») иконописца Андрея Рублёва. В основу композиции иконы положен ветхозаветный сюжет, изложенный в XVIII главе Бытия.

## Догматическое обоснование
Непосредственное изображение Троицы противоречило бы концепции вечного, непостижимого и триединого Бога: «Бога не видел никто и никогда» (Ин. 1:18), поэтому каноническими признаны лишь изображения в символическом виде — главным образом, Троица Ветхозаветная. Изображения Новозаветной Троицы широко распространены по сей день, хотя определением Большого Московского собора 1667 года, осудившего патриарха Никона, они были запрещены. С другой стороны, собор делал исключение для изображений Апокалипсиса, где полагает допустимым «ради тамошних видений» изображать Бога Отца в образе Старца, Ветхого днями.
Так как днём Святой Троицы в Православном календаре называют праздник, установленный в честь сошествия Святого Духа на апостолов в день Пятидесятницы, то праздничной иконой этого дня будет также образ Сошествия Святого Духа.
Таким образом, в чине освящения икон называется только четыре вида икон Троицы: в ангельском виде (то есть Ветхозаветная Троица) и праздники Богоявления, Сошествия Святого Духа на апостолов и Преображения Господня.
«Отец во гласе, Сын плотию во Иордане, Дух же Святый в виде голубине явися. И паки Сын, Иже плотию вознесеся на небо и одесную Бога седит, Утешителя Духа на Апостолы в видении огненных язык посла: и на Фаворе Отец во гласе, Дух Святый во облаце, Сын же в пресветлом свете учеником трием показася».

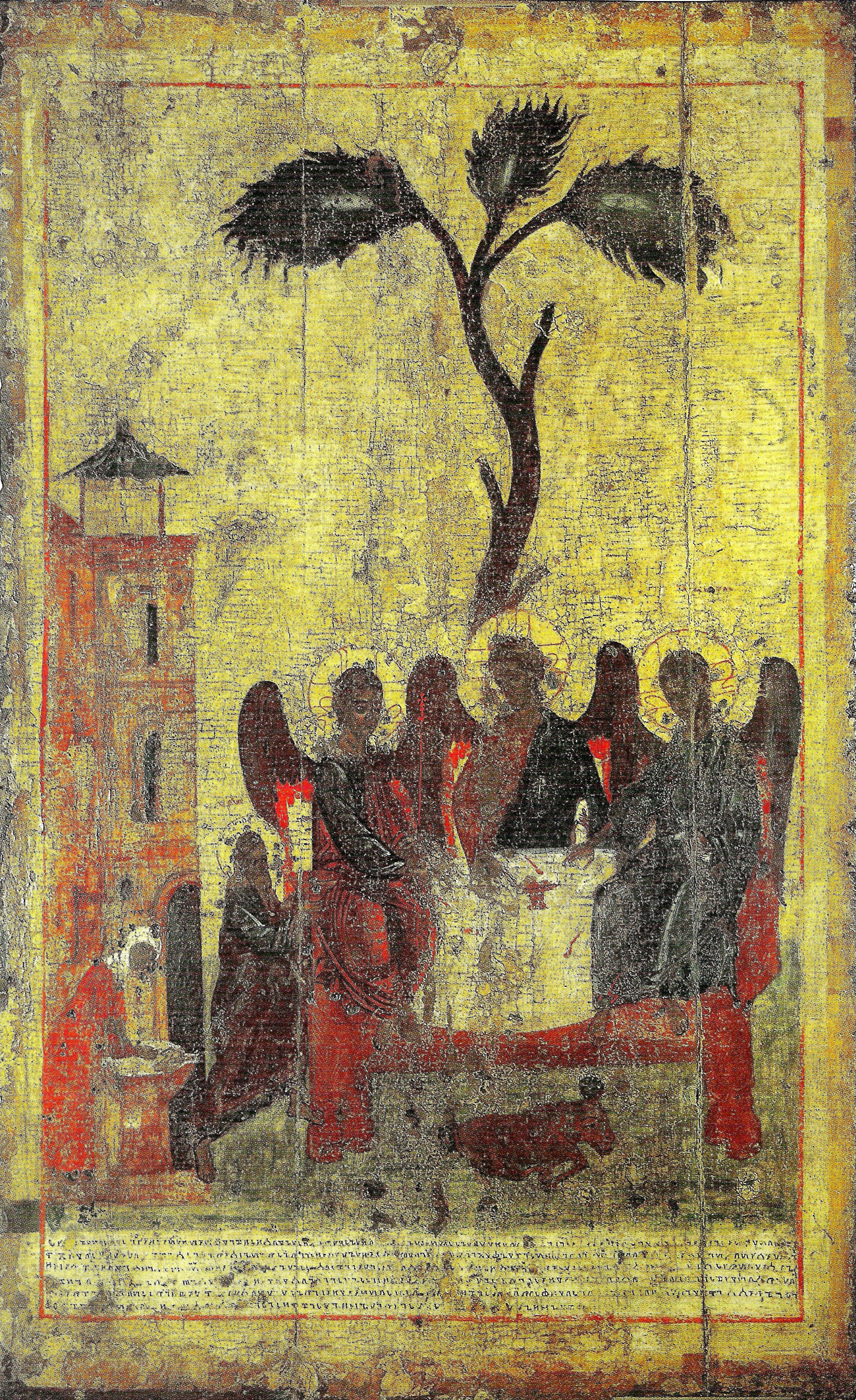
Троица Ветхозаветная (т.н.«Зырянская Троица»)
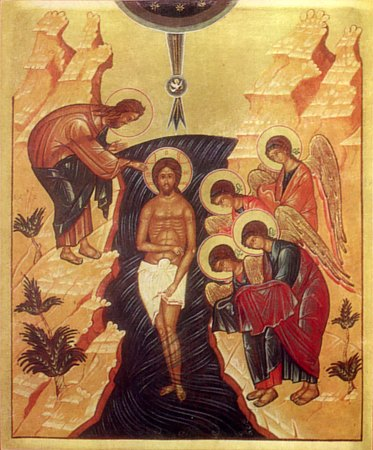
Богоявление — икона Крещения Господня
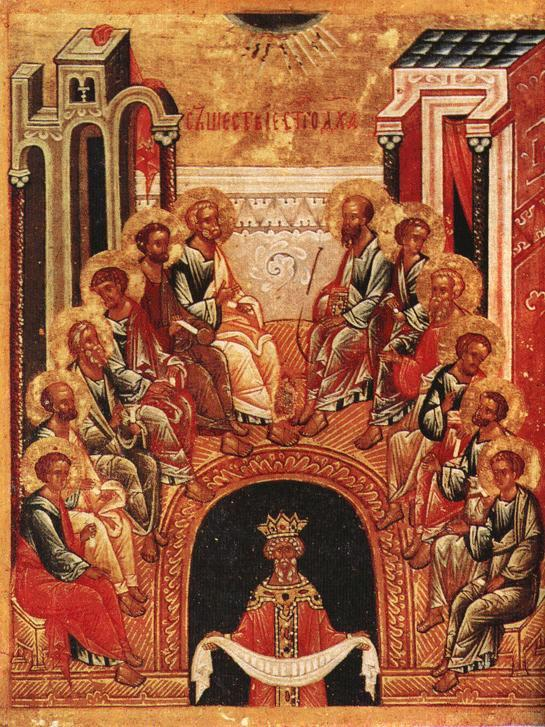
Сошествие Святого Духа на апостолов
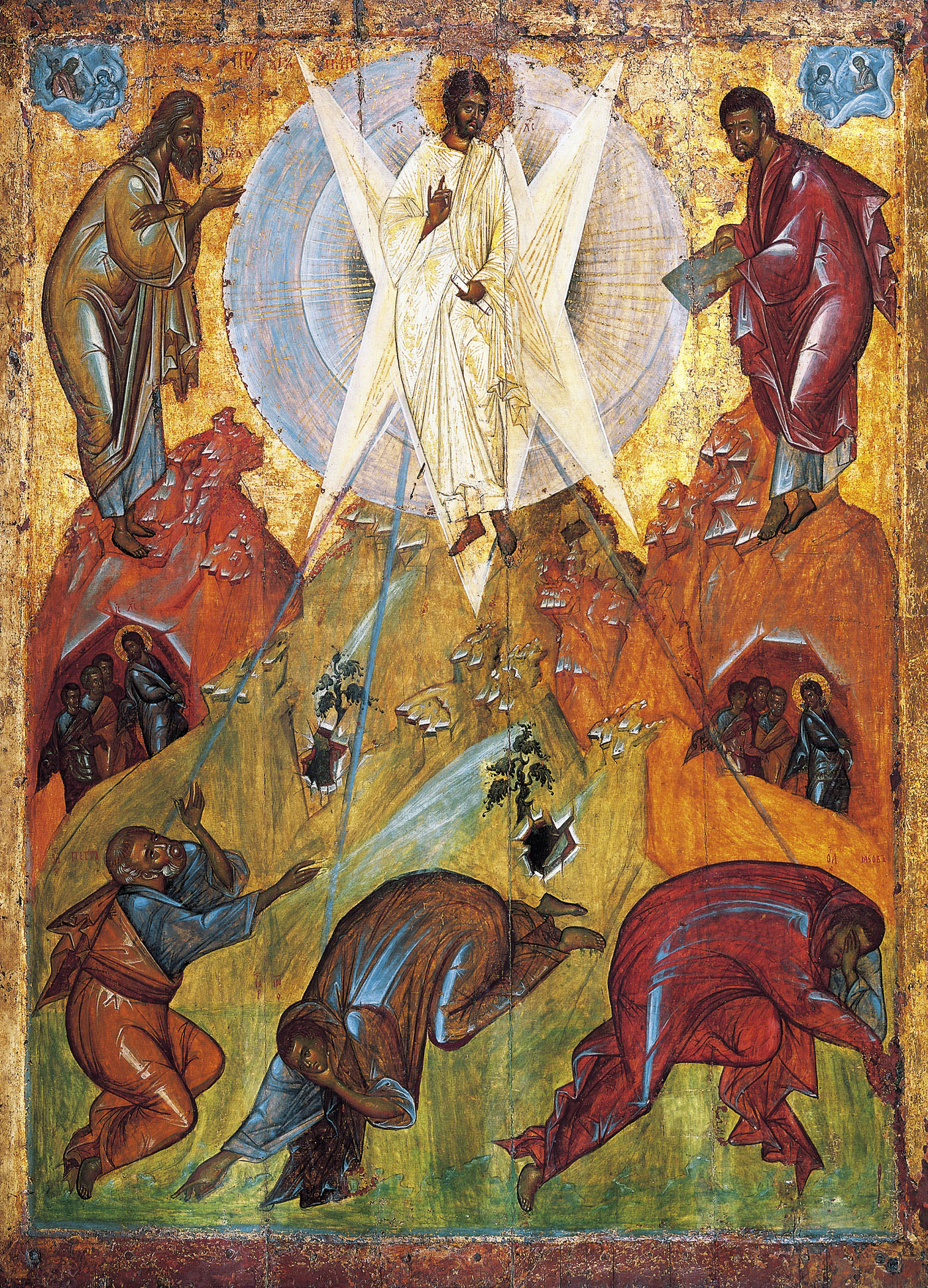
Преображение Господне

«Запрет на изображение Бога Отца, содержавшийся в 43-й главе Большого Московского собора, давал основание занести в запретный список целый ряд икон, широко распространенных в то время не только в народе, но и в церкви. К ним относились: „Шестоднев“ — „образ шестодневного всемирного творения Божия, в котором Бога Отца пишут на подушках лежаща“; „Отечество“ — „образ Саваофа в лице мужа престарелого и единородного Сына Божия во чреве Его и между ними Духа Святого в виде голубя“; наконец, „Благовещение с Богом Отцом, дышащим из уст“».Однако в дальнейшем постановления Московского собора не укоренились в церковной иконописной практике. Ранее, Собор 1554 года утверждал возможность изображений по ветхозаветным свидетельствам, при этом многократно подчеркивается, что «живописцы Божиаго Существа не описуют». Обращает на себя внимание четкая формулировка Соборного решения:

А пишут и воображают:
1. по пророческому видению,
2. по древним образцам греческим,
3. по преданию святых Апостол и святых Отец.

## Троица Ветхозаветная

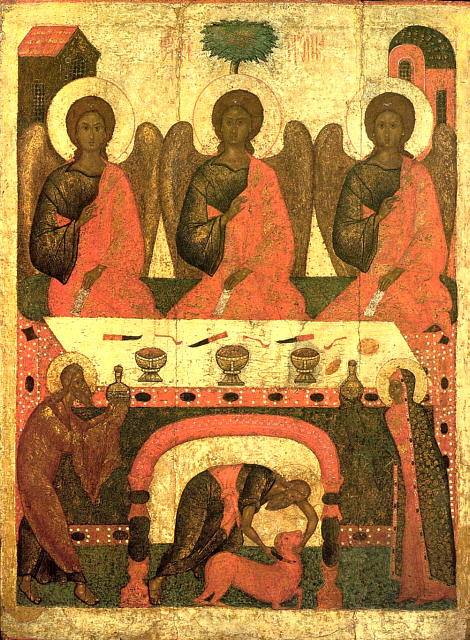
Святая Троица (изокефальное изображение ангелов, Псков, XVI век)

### Гостеприимство Авраамово
Наиболее часто используется сюжет так называемого «гостеприимства (греч. φιλοξενία) Авраама» — явления ему трех ангелов:

И явился ему Господь у дубравы Мамре, когда он сидел при входе в шатер, во время зноя дневного. Он возвел очи свои и взглянул, и вот, три мужа стоят против него. Увидев, он побежал навстречу им от входа в шатер и поклонился до земли, и сказал: Владыка! если я обрел благоволение пред очами Твоими, не пройди мимо раба Твоего; и принесут немного воды, и омоют ноги ваши; и отдохните под сим деревом, а я принесу хлеба, и вы подкрепите сердца ваши; потом пойдите; так как вы идете мимо раба вашего…  И взял масла и молока и телёнка приготовленного, и поставил перед ними, а сам стоял подле них под деревом. И они ели.
— Быт. 18:1-8
В христианском богословии три ангела символизируют собой ипостаси Бога, которые мыслятся как нераздельные, но и неслиянные — как единосущная Святая Троица.
В ранних изображениях (например в римских катакомбах) изображение предельно исторично, но уже́ в первых композициях можно отметить подчеркнутую одинаковость гостей Авраама. Изокефальность, равноправность путников показана и одинаковыми одеждами, и одинаковыми позами.
Позже исторический план изображения полностью вытеснен символическим. Три ангела рассматриваются теперь только как символ троичного Божества. Но в состав иконографических композиций продолжают входить Авраам, его жена Сарра, множество мелких второстепенных деталей «приземляют» изображение, возвращая его к историческому событию.
Понимание трёх ангелов как изображения Троицы порождает желание выделить среди них ипостаси, а вывод о возможности или невозможность подобного вычленения порождают два основных вида композиции: изокефальный и неизокефальный. В первом случае ангелы подчёркнуто равны, а композиция предельно статична, во втором один из ангелов (обычно центральный) так или иначе выделен, его нимб может содержать в себе крест, а сам ангел подписывается сокращением ІС ХС (атрибуты Христа). Споры вокруг подобных композиций приводили к появлению даже таких икон, где у каждого ангела были атрибуты Христа.

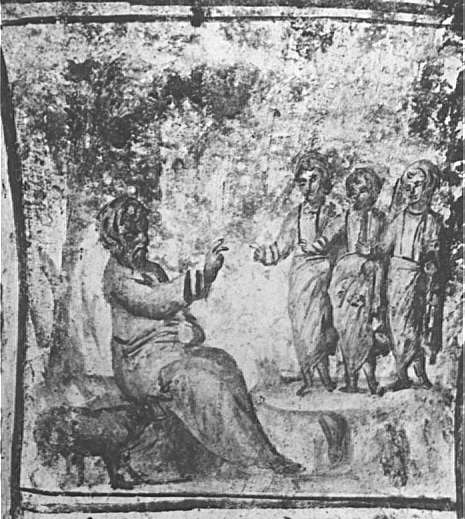
Гостеприимство Авраама (фреска в катакомбе на виа Латина, Рим, конец IV века)
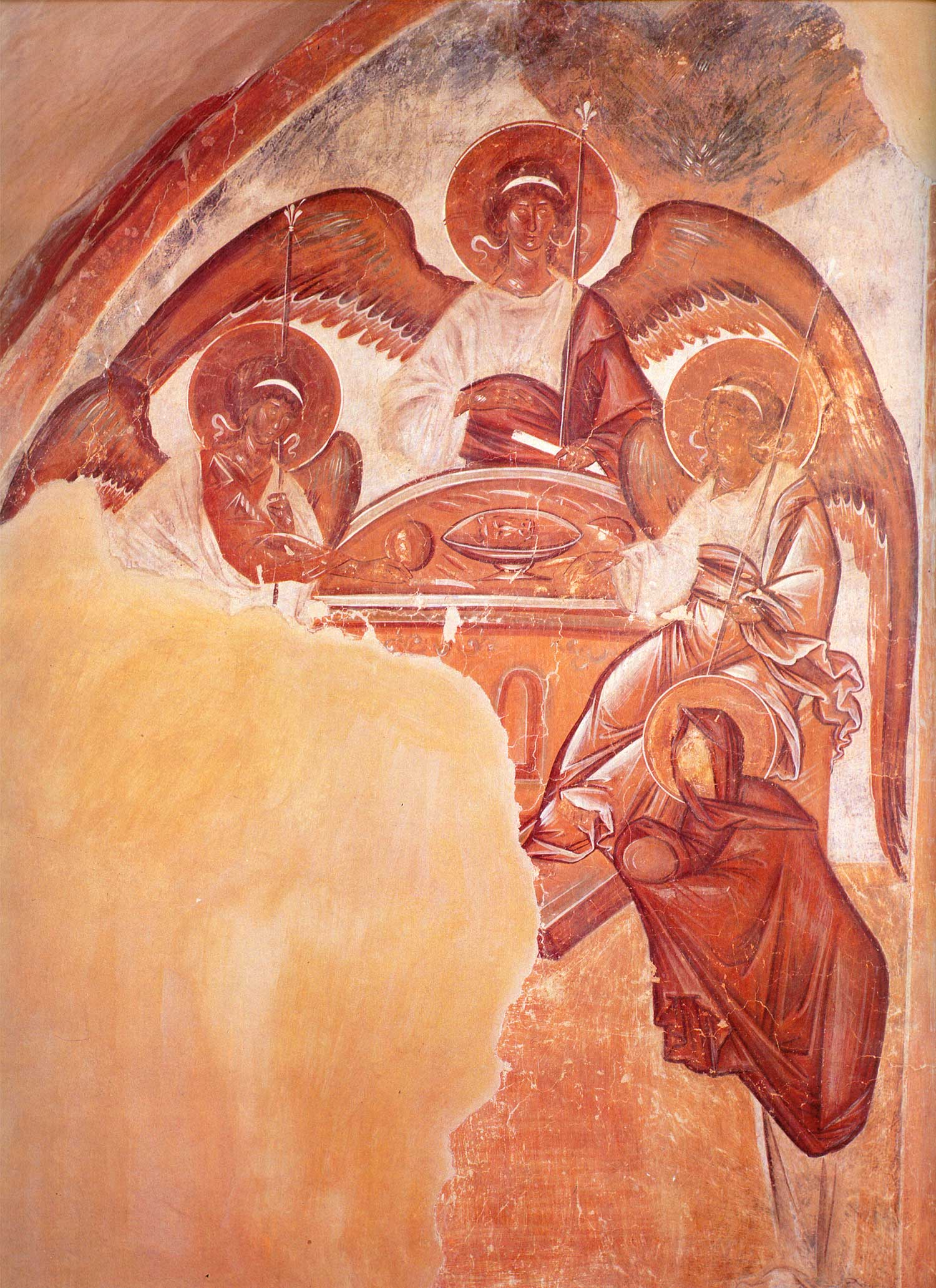
Неизокефальное изображение ангелов. Фреска церкви Спаса Преображения в Новгороде. Феофан Грек. 1378 г.
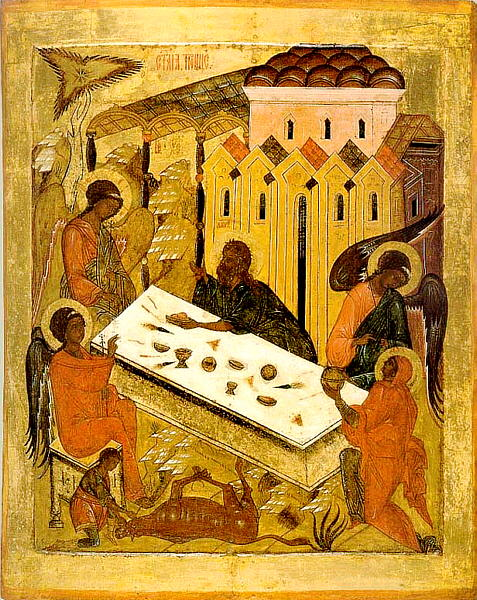
Ангел с кресчатым нимбом. Икона из собрания ГТГ. 2-я пол. XVI в.
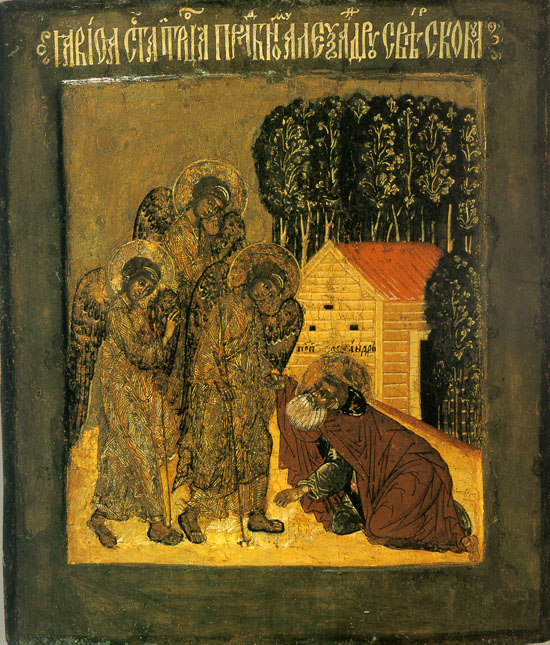
Явление Святой Троицы преподобному Александру Свирскому

#### «Троица» Андрея Рублёва

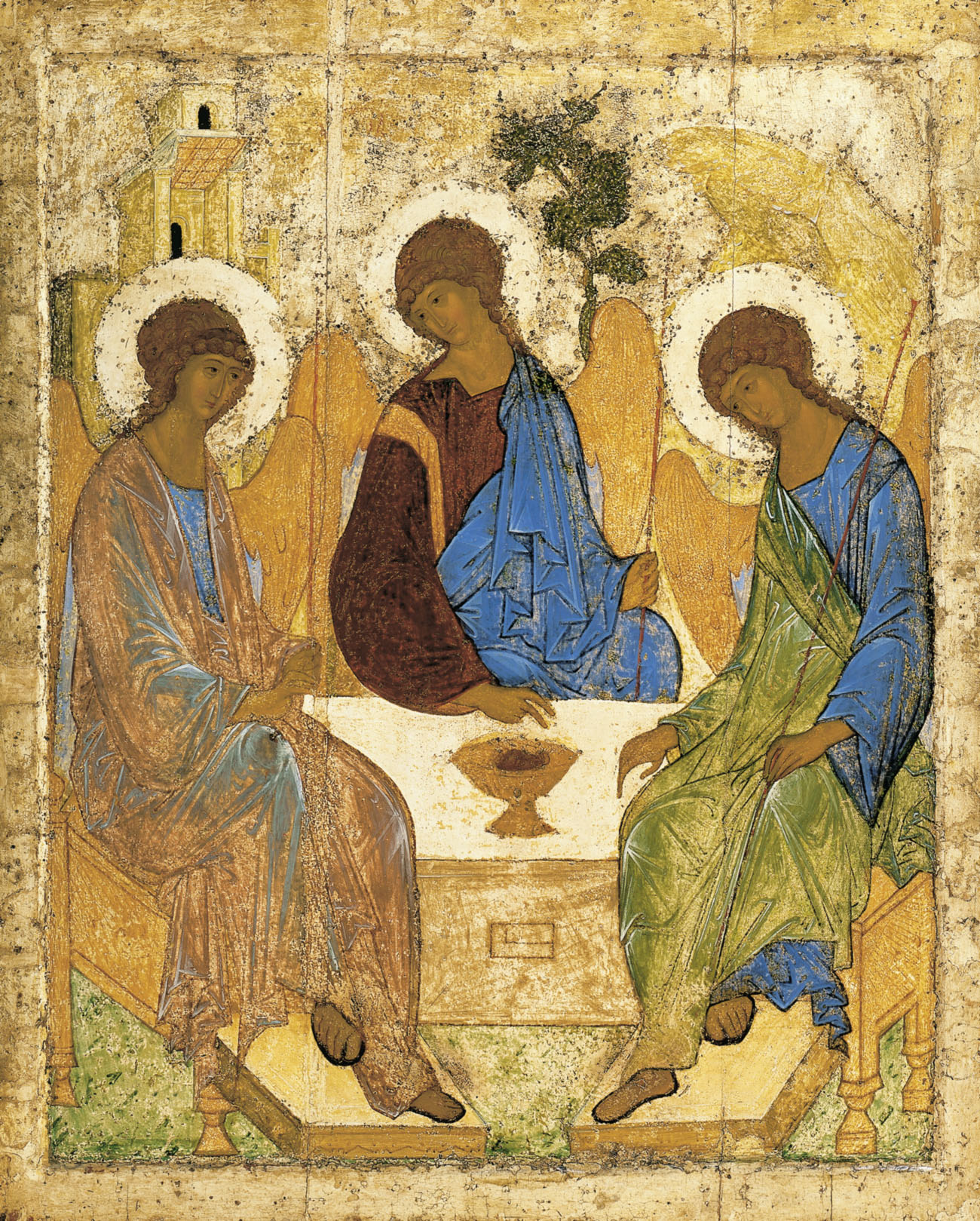
Троица Рублёва

Как считается, наивысшей степени раскрытия духовной сути Пресвятой Троицы достиг преподобный Андрей Рублёв в своей иконе «Живоначальной Троицы». Композиция со вписанными в круг фигурами ангелов не выделяет среди них отдельные ипостаси, но каждый из ангелов обладает своей индивидуальностью. Рублёв достиг в изображении простоты и лаконичности, в ней нет лишних элементов или персонажей. По решению Стоглавого собора (Москва, 1551 год), иконы следует писать по старым греческим образцам и по образцу Рублёва, то есть не различая ипостасей, подписывая же только «Ст҃а́ѧ трⷪ҇ца». Во множестве образов, повторяющих композицию Троицы Андрея Рублёва, ставшую образцом, разрушается гармония замысла.

## Троица Новозаветная
«Новозаветная Троица» — изображение Троицы в постбытийной икономии.
Выделяют два основных типа иконографии: «Сопрестолие» и «Отечество»
| Название                                                                            | Иллюстрация | Толкование |
| ----------------------------------------------------------------------------------- | ----------- | --- |
| Сопрестолие                                                                         |             | Изображение Бога Отца в виде седовласого старца (Ветхого денми), Сына в виде мужа, восседающего на троне по правую руку от Него; Святого Духа в виде голубя над троном. Священным Синодом Константинопольской Церкви в 1776 г. «соборно постановлено, что эта якобы икона Святой Троицы является новшеством, чуждым и не принятым Апостольской, Кафолической, Православной Церковью. Она проникла в Православную Церковь от латинян». Ещё за столетие до этого Большой Московский собор постановил: «Повелеваем убо отныне Господа Саваофа образ впредь не писати: в нелепых и неприличных видениих, зане Саваофа (сиречь Отца) никтоже виде когда во плоти. Токмо якоже Христос виден бысть во плоти, тако и живописуется, сиречь воображается по плоти, а не по божеству… Еще же Саваоф не именуется точию Отец, но Святая Троица. По Дионисию Ареопагиту „Саваоф“ толкуется от жидовска языка „Господь сил“, се Господь сил — Святая Троица есть: Отец и Сын и Святой Дух». Главным аргументом в защиту изображения Бога Отца являются неверно истолкованные ветхозаветные пророчества. - «Триипостасное Божество» — икона иллюстрирует стихеру восьмого гласа, звучащую на Великой вечерне Пятидесятницы (творение византийского императора Льва VI). - «Триипостасное Божество» («Приидите, людие, трисоставному Божеству поклонимся...»). |
| Отечество                                                                           |             | На иконе Бог-Отец, восседающий на престоле, на Его коленях — Спас Эммануил, держащий синюю сферу в голубом сиянии, в которой изображен голубь — символ Духа Святого. За плечами Бога-Отца два шестикрылых серафима. Подножие поддерживают красные крылатые колеса с очами — одни из ангельских чинов — «престолы». Слева и справа на столпах-колоннах — избранные святые: слева — Даниил, справа — Симеон. Предстоит Троице один из юных апостолов. Нимбы и у Отца и у Сына крестчатые. Над плечами Бога-Отца в сфере над голубем повторена надпись IС ХС. Это, возможно, попытка обхода запрета на изображение Бога-Отца: Христос-старец, существующий предвечно во Отце. - Поясная |
| Распятие в лоне Отчем, (Христос Распятый Серафим, Душа Христа, Ты еси Иерей во век) |             | Для западноевропейской религиозной живописи характерна троичная композиция «Распятие в лоне Отчем», в которой Бог-Отец держит крест с распятым Богом-Сыном. Появление подобной схемы в поздней русской иконописи вызвало бурные споры сторонников и противников сложных аллегорических сюжетов. Аллегорическая композиция «Распятие в лоне Отчем» может входить в состав более сложных композиций («Почи Бог в День Седьмый») и существовать в виде самостоятельных икон. Изображается Распятие, которое снизу (Голгофа, подножие Креста, ноги Распятого) полностью повторяет обычную сцену Распятия, но выше фигура Христа переходит в изображение одного из ангельских чинов — серафима. Тело Распятого прикрыто крыльями, лицо — юношеское (безбородое). Варианты именования подобной композиции — «Христос Распятый Серафим» или «Душа Христа» (по ветхозаветному пророчеству (Ис. 53:12), Христос «предал душу Свою на смерть» и изображается практически распятие души). Крест покоится на двух херувимах, сзади крест поддерживает Бог Отец (?) в митре и архиерейском облачении «по чину Мельхиседека, царя правды, царя мира» (Евр. 7: 2) (ещё одно из названий композиции — Ты еси Иерей во век). В руке — меч. Ножны меча в руках у юноши в красных доспехах.                                                                        |
| Саваоф                                                                              |             | Икона, изображающая Господа Саваофа, формально является иконой Новозаветной Троицы: в медальонах изображены Бог Сын (Младенец Христос) и Бог Святой Дух (в образе голубя). |
| Единородный Сыне и Слове Божий                                                      |             | Является частью христологического ряда, а не Троицы, хотя формально изображена именно она. В центре иконы изображены мир разума и духовный мир Земли с твердью. Образ мира разума — Премудрость или Свет Разума со свитками Истины, управляющая человеческими душами. Выше изображен Господь Бог Творец и Созидатель Земли и Неба. В Его нимбе видим два квадрата, образ полноты знаний духовного мира и мира разума. Управляют днём и ночью на Земле Солнце и Луна. Слева виден Дворец Царствия Небесного. Ниже — изгнанные за первородный грех из рая в Змея лукавого владения Адам и Ева. Образ смерти — ад, где предстоит вечное пребывание грешным душам в адских мучениях. |
| Шестоднев                                                                           |             | Библейский рассказ о творении Богом мира за шесть дней, содержащийся в начальных главах книги Бытия. |
| Всевидящее Око                                                                      |             | В основе композиции — повторяющийся мотив круга. В центре Иисус Христос в иконографическом образе «Спаса Эммануила» с благословляющим жестом. Из этого круга по диагонали исходят 4 луча. На их вершинах находятся 4 маленьких круга, внутри которых аллегорические символы евангелистов (тетраморф). В сегментах второго круга помещены фрагменты человеческого лица: глаза, нос и губы («уста»). Следующий круг может изображать небо (иногда звёздное); по центральной оси изображена Богоматерь с воздетыми руками (Оранта). |
|                                                                                     |             | |